# Travacò Siccomario

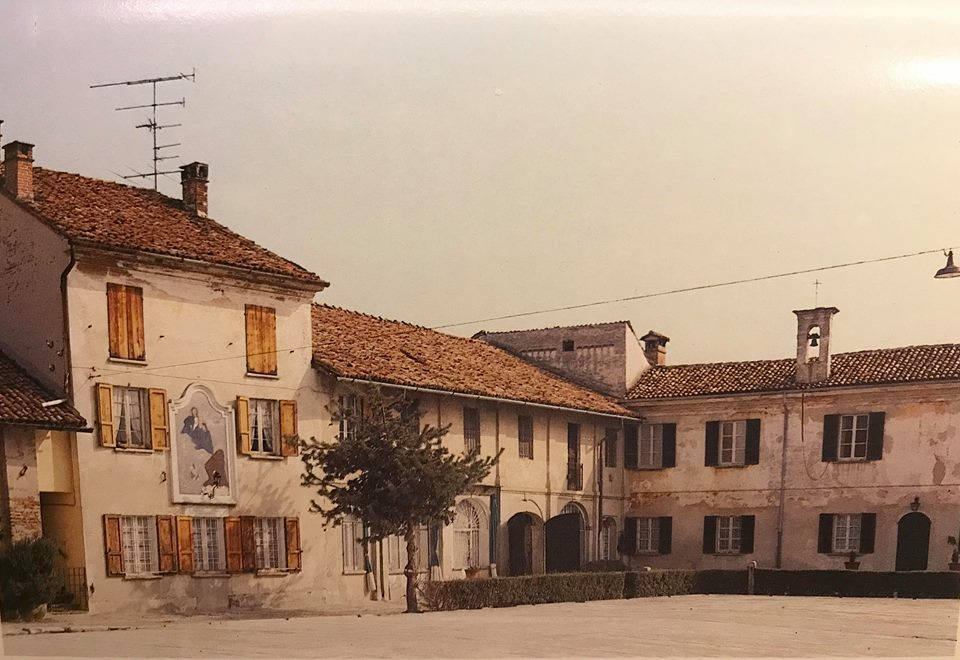

Travacò Siccomario es una localidad y comune italiana de la provincia de Pavía, región de Lombardía, con 4.007 habitantes.

## Evolución demográfica
| Gráfica de evolución demográfica de Travacò Siccomario entre 1861 y 2001 |
|                                                                          |
| Fuente ISTAT - elaboración gráfica de Wikipedia                          |